# Cetraria
Die Gattung Cetraria umfasste ursprünglich recht verschieden aussehende Laub- und Strauchflechten. Die Gattung ist kosmopolitisch, aber hauptsächlich in den kalten und gemäßigten Gebieten der Nordhalbkugel anzutreffen. Von Cetraria werden weitere Gattungen abgetrennt. So wurden etwa die Schneeflechte (früher Cetraria nivalis) und die Kapuzenflechte (früher Cetraria cucullata) in die neu geschaffene Gattung Flavocetraria verschoben. Cetraria im engen Sinn umfasst dann nur mehr ca. 15 Arten. In Mitteleuropa kommen 5 Arten vor: Cetraria aculeata, Cetraria ericetorum, Cetraria islandica, Cetraria muricata und  Cetraria sepincola. Aus dem Thallus des Isländischen Mooses (Cetraria islandica) wird ein Extrakt gewonnen, der schleimlösende Wirkung hat und zum Beispiel in Hustenbonbons verwendet wird.
Der Name  Cetraria kommt vom lateinischen Wort caetra „kleiner leichter Lederschild“ und bezieht sich darauf, dass die Lagerabschnitte des Isländischen Mooses oft glänzend braun sind.

## Arten (Auswahl)
- Isländisches Moos (Cetraria islandica)
- Cetraria aculeata
- Cetraria ericetorum
- Cetraria muricata
- Cetraria sepincola